# Vicente (obispo de Segovia)
Vicente fue un eclesiástico castellano, que ejerció como obispo de Segovia entre 1154 y 1156. 
Sucedió en el cargo a Juan de Segovia, que fue elegido arzobispo de Toledo. El 28 de enero de 1155 el rey Alfonso VII el Emperador otorgó donación en Ávila a favor del obispo y su cabildo, de la huerta situada bajo el alcázar, y otras propiedades entre Fuentepelayo y Navalmanzano. Además, el rey y el obispo realizaron un trueque: el rey le dio Aguilafuente y Bobadilla a cambio de Illescas, que había pertenecido desde tiempo inconcreto a la diócesis.
Se le pierde la pista en el año 1156, y no se encuentra otro obispo hasta el año 1158, el obispo don Guillermo.
| Predecesor: Juan de Segovia | Obispo de Segovia 1154 - 1156 | Sucesor: Guillermo |